# Campeonato Mundial de Tiro con Arco al Aire Libre de 1934
El IV Campeonato Mundial de Tiro con Arco al Aire Libre se celebró en Båstad (Suecia) entre el 3 y el 4 de agosto de 1934 bajo la organización de la Federación Internacional de Tiro con Arco (FITA) y la Federación Sueca de Tiro con Arco.

## Medallistas

### Masculino
| Evento                  | Oro                                                       | Plata                                                        | Bronce                                                     |
| ----------------------- | --------------------------------------------------------- | ------------------------------------------------------------ | ---------------------------------------------------------- |
| Arco recurvo individual | Henry Kjellson · Suecia                                   | Emil Heilborn · Suecia                                       | Oscar Kessels · Bélgica                                    |
| Arco recurvo por equipo | Henry Kjellson · Emil Heilborn · Torsten Fahlman · Suecia | Oscar Kessels · Georges De Rons · Hubert Van Innis · Bélgica | Alfred Popp Ludvík Gasseldorfer Jan Musílek Checoslovaquia |

### Femenino
| Evento                  | Oro                                                             | Plata                                                 | Bronce                    |
| ----------------------- | --------------------------------------------------------------- | ----------------------------------------------------- | ------------------------- |
| Arco recurvo individual | Janina Kurkowska · Polonia                                      | Anna Moczulska · Polonia                              | Elsa Waldenström · Suecia |
| Arco recurvo por equipo | Janina Kurkowska · Anna Moczulska · Maria Trajdosówna · Polonia | Elsa Waldenström · Ellen Wrange · Ina Catani · Suecia | —                         |

## Medallero
| Núm. | País           | Oro | Plata | Bronce | Total |
| ---- | -------------- | --- | ----- | ------ | ----- |
| 1    | Suecia         | 2   | 2     | 1      | 5     |
| 2    | Polonia        | 2   | 1     | 0      | 3     |
| 3    | Bélgica        | 0   | 1     | 1      | 2     |
| 4    | Checoslovaquia | 0   | 0     | 1      | 1     |
|      | TOTAL          | 4   | 4     | 3      | 11    |